# Zentralkrankenhaus (Moskau)

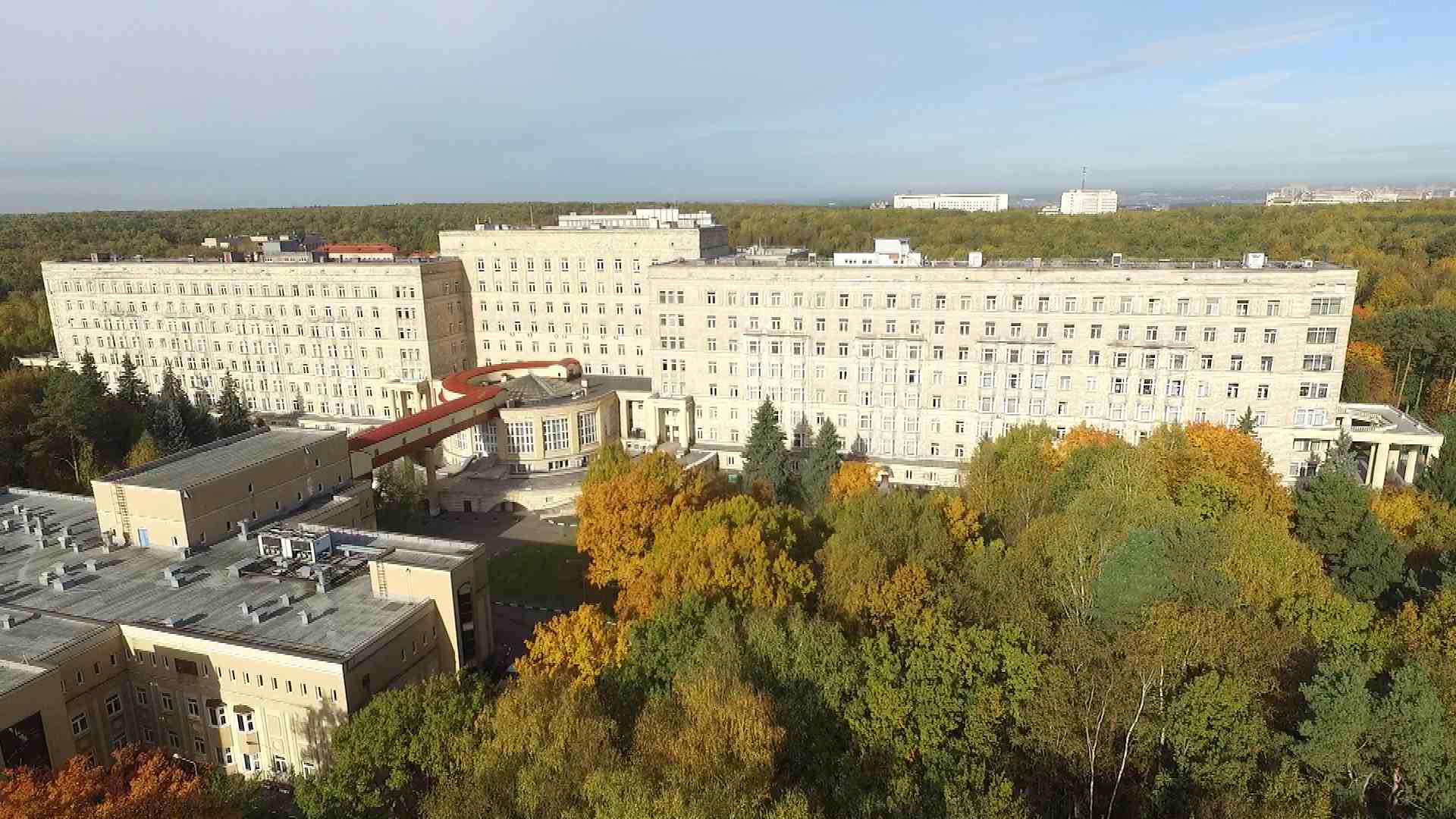
Zentralkrankenhaus (2016)

Das Zentralkrankenhaus (russisch Центральная клиническая больница с поликлиникой Управления делами Президента Российской Федерации Zentralnaja klinitscheskaja bolniza s poliklinikoi Uprawlenija delami Presidenta Rossiskoi Federazii) ist ein Regierungskrankenhaus in Moskau.
Es wurde in den 1950er-Jahren erbaut und befindet sich im Stadtbezirk Kunzewo.